# دايورنون (إلينوي)
دايورنون (بالإنجليزية: Divernon)‏ هي منطقة سكنية تقع في الولايات المتحدة في إلينوي.

## التركيبة السكانية
حدّد مكتب تعداد الولايات المتحدة بيانات التركيبة السكانية لدايورنون في تعداد الولايات المتحدة. في ما يلي، التركيبة السكانية حسب تعدادي 2000 و2010.

### تعداد عام 2000
بلغ عدد سكان دايورنون 1,201 نسمة بحسب تعداد عام 2000، وبلغ عدد الأسر 480 أسرة وعدد العائلات 341 عائلة مقيمة في القرية. في حين سجلت الكثافة السكانية 591.6 نسمة لكل كيلومتر مربع (1,532.2/ميل2). وبلغ عدد الوحدات السكنية 516 وحدة بمتوسط كثافة قدره 254.2 لكل كيلومتر مربع (658.4/ميل2).
وتوزع التركيب العرقي للقرية بنسبة 98.67% من البيض و0.33% من الأمريكيين الأفارقة و0.25% من الأمريكيين ذوي الأصول الآسيوية و0.17% من الأعراق الأخرى و0.58% من عرقين مختلطين أو أكثر و1.42% من الهسبانيون أو اللاتينيون من أي عرق.
بلغ عدد الأسر 480 أسرة كانت نسبة 36.9% منها لديها أطفال تحت سن الثامنة عشر تعيش معهم، وبلغت نسبة الأزواج القاطنين مع بعضهم البعض 56.9% من أصل المجموع الكلي للأسر، ونسبة 9.4% من الأسر كان لديها معيلات من الإناث دون وجود شريك،  بينما كانت نسبة 4.8% من الأسر لديها معيلون من الذكور دون وجود شريكة وكانت نسبة 29% من غير العائلات. تألفت نسبة 24.6% من أصل جميع الأسر من عدة أفراد يعيشون في نفس المنزل ونسبة 11% كانت تتألف من شخص يعيش بمفرده يبلغ من العمر 65 عاماً أو أكثر. وبلغ متوسط حجم الأسرة المعيشية 2.50، أما متوسط حجم العائلات فبلغ 2.98.
بلغ العمر الوسطي للسكان 36.0 عاماً. وكانت نسبة 26.6% من القاطنين تحت سن الثامنة عشر، وكانت نسبة 8% بين الثامنة عشر والرابعة والعشرين عاماً، ونسبة 32.3% كانت واقعةً في الفئة العمرية ما بين الخامسة والعشرين والرابعة والأربعين عاماً، ونسبة 20.3% كانت ما بين الخامسة والأربعين والرابعة والستين، ونسبة 12.7% كانت ضمن فئة الخامسة والستين عاماً فما فوق. يوجد لكل 100 أنثى 92.8 ذكر، ويوجد لكل 100 أنثى في الثامنة عشر من عمرها فما فوق 95.3 ذكر.
بلغ متوسط دخل الأسرة في القرية 43,750 دولارًا، أما متوسط دخل العائلة فبلغ 49,706 دولارًا. وكان متوسط دخل الذكور 33,333 دولارًا مقابل 26,042 دولارًا للإناث. وسجل دخل الفرد الخاص بالقرية 18,670 دولارًا. وكانت نسبة 4.9% من العائلات ونسبة 7.2% من السكان تحت خط الفقر، وكان من هؤلاء نسبة 13.4% تحت سن الثامنة عشر ونسبة 1.5% في الخامسة والستين من العمر وما فوق.

### تعداد عام 2010
بلغ عدد سكان دايورنون 1,172 نسمة بحسب تعداد عام 2010، وبلغ عدد الأسر 499 أسرة وعدد العائلات 330 عائلة مقيمة في القرية. في حين سجلت الكثافة السكانية 577.3 نسمة لكل كيلومتر مربع (1,495.2/ميل2). وبلغ عدد الوحدات السكنية 538 وحدة بمتوسط كثافة قدره 265 لكل كيلومتر مربع (686.3/ميل2).
وتوزع التركيب العرقي للقرية بنسبة 98.12% من البيض و0.26% من الأمريكيين الأصليين و0.43% من الأمريكيين ذوي الأصول الآسيوية و1.19% من عرقين مختلطين أو أكثر و0.60% من الهسبانيون أو اللاتينيون من أي عرق.
بلغ عدد الأسر 499 أسرة كانت نسبة 32.5% منها لديها أطفال تحت سن الثامنة عشر تعيش معهم، وبلغت نسبة الأزواج القاطنين مع بعضهم البعض 49.7% من أصل المجموع الكلي للأسر، ونسبة 10% من الأسر كان لديها معيلات من الإناث دون وجود شريك،  بينما كانت نسبة 6.4% من الأسر لديها معيلون من الذكور دون وجود شريكة وكانت نسبة 33.9% من غير العائلات. تألفت نسبة 28.9% من أصل جميع الأسر من عدة أفراد يعيشون في نفس المنزل ونسبة 11.6% كانت تتألف من شخص يعيش بمفرده يبلغ من العمر 65 عاماً أو أكثر. وبلغ متوسط حجم الأسرة المعيشية 2.35، أما متوسط حجم العائلات فبلغ 2.85.
بلغ العمر الوسطي للسكان 41.4 عاماً. وكانت نسبة 24.4% من القاطنين تحت سن الثامنة عشر، وكانت نسبة 6.4% بين الثامنة عشر والرابعة والعشرين عاماً، ونسبة 24.1% كانت واقعةً في الفئة العمرية ما بين الخامسة والعشرين والرابعة والأربعين عاماً، ونسبة 31.9% كانت ما بين الخامسة والأربعين والرابعة والستين، ونسبة 13.2% كانت ضمن فئة الخامسة والستين عاماً فما فوق. وتوزع التركيب الجنسي للسكان بنسبة 49.4% ذكور و50.6% إناث.